# Iglesia de Santa María de la Estrella (Coria del Río)
La iglesia de Santa María de la Estrella Coronada es, junto con la ermita de San Juan Bautista o de la Vera Cruz (situada en el cerro de San Juan), uno de los dos únicos monumentos históricos situados en el casco urbano de la villa de Coria del Río (provincia de Sevilla, Andalucía, España).

## Historia
Su situación en un lugar muy próximo al río Guadalquivir, es relevante para la historia del urbanismo local, ya que en el lugar se instaló un importante núcleo poblacional por la proximidad del comercio generado por el puerto, siendo ésta el elemento constructivo más importante y el punto de referencia de la ciudad, sobre todo en su acceso desde el río, desde donde se apreciaba emergiendo exenta y majestuosa entre las pequeñas y modestas casas de una sola planta.
El precedente a esta edificación fue una antigua mezquita de la que se conserva en la nave lateral izquierda dos paños de muros almohades que se insertan en forma de cuña en la torre. La caña de esta torre pertenecía al alminar de la antigua mezquita almohade que quedó fuera de culto con la conquista cristiana de Qwara que pasó a denominarse Coria. El carácter almohade de las referidas partes del edificio se ha comprobado por la naturaleza de distintos elementos constructivos que aparecieron en la restauración del presbiterio llevada a cabo en los años 1982 y sobre todo la de 1987 en que se restauró la cabecera de la torre.
Una vez destruida casi en su totalidad la anterior mezquita, la iglesia se construyó con una nueva planta y una orientación adecuada para el culto cristiano según en estilo gótico mudéjar, pudiéndose relacionar, por sus características, con las obras realizadas por el «Maestro de 1356», según la denominación del profesor Diego Angulo.
El templo a lo largo de su historia ha sufrido importantes vicisitudes, debido a las inundaciones o incendios, como el acaecido en 1598 provocado tras el estallido del polvorín del puerto, terremotos, saqueos, etc. que han hecho necesarias reedificaciones y transformaciones hasta su definición actual.
Originariamente la iglesia era de dimensiones más reducidas, conservándose de esta época el ábside y una pequeña torre adosada con escalera de caracol que servía para acceder a las cubiertas del edificio y en la actualidad para acceder a la bóveda del presbiterio y a la armadura que cubre la nave central. A finales del XVI y principios del XVII se ampliaron las naves y en el siglo XVIII se construyeron las portadas y el cuerpo campanario sobre el fuste del antiguo alminar árabe.
Estas transformaciones han convertido a la iglesia de Santa María de la Estrella en un edificio con importantes elementos gótico-mudéjares, renacentistas y barrocos, constituyéndose así en el testimonio directo más importante de la evolución histórica de la localidad y en un permanente referente para la población.

## Descripción
Es un templo del tipo parroquial mudéjar sevillano, de tres naves, con cubierta de armadura y ábside poligonal que cierra solo la nave central, cubierto con bóveda de nervaduras y con contrafuertes al exterior.
Contiene capillas y construcciones adosadas que se han ido añadiendo en el transcurso del tiempo según las necesidades y dos torres, la primera torre es de mayor altura, proviene del alminar de una antigua mezquita pero está rematada por un campanario del siglo XVIII según el estilo barroco. Esta torre se ubica sobre el muro de cerramiento de la nave lateral izquierda, trasdosándose al interior sobre la cabecera de la nave del Evangelio y al exterior a la izquierda de la portada, constituye el elemento emergente más importante desde la distancia del edificio es de estilo gótico-mudéjar. La segunda torre, que no es visible desde el exterior, está adosada al ábside, es de planta octogonal y escalera helicoidal, sirve para acceder a las cubiertas originales situadas por debajo de la cubierta actual de tejas.
La torre-campanario se compone de dos cuerpos, el primero lo forma la caña, de ladrillo enfoscado, sin huecos ni decoración, contiene un pequeño cuadro de azulejos de la Inmaculada del siglo XVIII y otro moderno de Nuestra Señora de la Estrella, el segundo cuerpo es el campanario, presenta un vano en cada cara flanqueado por dobles pilastras decoradas con azulejos sobre las que corre un friso de triglifos. Se remata con un chapitel piramidal decorado con azulejos en damero azules y blancos.
Actualmente la iglesia presenta solo dos fachadas, una a los pies hacia la calle Porche, en donde se abre la puerta que da paso a la nave central, y otra principal a la plaza de Nuestra Señora de la Estrella, continuación de la calle Iglesia, con portada y que da acceso a la nave del Evangelio junto a la torre. El ábside y la fachada que corresponden a la nave de la Epístola se encuentran semiocultos por edificaciones adosadas. La planta del inmueble es irregular por su adaptación a la orografía del terreno y al espacio urbanístico disponible tras las ampliaciones sucesivas del edificio. Las tres naves constan de cuatro tramos y están separadas por columnas de piedra con capiteles toscanos sobre las que apean arcos de medio punto de ladrillo, se cubren con armadura de par y nudillo la central y de colgadizo las laterales.
La nave central se cierra con un ábside poligonal profundo, construido con gruesos muros de ladrillo y con contrafuertes que terminan exteriormente unidos entre ellos formando grandes arcos apuntados.
La cubierta del ábside es una bóveda gótica de nervaduras de dos secciones, la primera rectangular y la segunda ochavada, los nervios son de piedra y originalmente apeaban sobre pequeñas columnitas con ménsulas situadas hacia la mitad de los muros. La separación de la nave se realiza a través de un gran arco ojival gótico de piedra sobre baquetones, tiene en la clave tallada una estrella de ocho puntas, símbolo de la iglesia. Los baquetones actualmente se hunden en el pavimento casi un metro, habiéndose dejado al descubierto las basas tras la intervención realizada en el año 2002. Esta característica del ábside que cierra solo la capilla mayor, la pequeña torre adosada y los contrafuertes, lo relacionan con los de las iglesias sevillanas de Omnium Sanctorum o San Andrés, a las que Angulo consideró realizadas por un mismo maestro y al que denominó «el maestro de 1356».
Adosada al muro lateral izquierdo se encuentra la sacristía en una cota del terreno más baja, en ella se abre el acceso a la primitiva torre mudéjar. Al exterior y tras la capilla mayor, entre los contrafuertes del ábside, se introdujo una ventana, un óculo y sobre la cubierta, una mansarda, todos estos elementos se encuentran enfoscados, pintados en ocres y almagra y con motivos de estrellas, en alusión a la titular de la iglesia. Sobre la ventana una pequeña inscripción alusiva a la fecha de esta intervención: «Se hizo el año de 1774».
Las naves presentan una ligera desviación del eje con respecto al de la cabecera. Las laterales son de diferentes dimensiones, la de la izquierda es mucho más estrecha y desviada en forma de chaflán hacia los pies. La nave central es más prolongada y a los pies se encuentra una tribuna para albergar el órgano y coro alto.
Presenta tres portadas, la principal a los pies de la nave central y las otras dos en el tercer tramo de los muros laterales. La portada lateral derecha, es adintelada entre pilastras y de estilo barroco, actualmente se encuentra oculta desde el exterior por una edificación adosada con la que se conecta a través de un pequeño patinillo trasero. La portada principal, es adintelada y flanqueada por pilastras, se remata por un frontón roto y curvo con hornacina.
La portada lateral izquierda se abre a la plaza de Nuestra Señora de la Estrella, presenta un esquema similar a la anterior, es de dos cuerpos, el primero contiene el vano de acceso, de medio punto entre pilastras que soportan un friso con triglifos y metopas, el segundo alberga una hornacina flanqueada por pilastras rematadas a su vez por un frontón trilobulado.
El presbiterio lo preside un retablo moderno con elementos barrocos reutilizados. En el camarín se encuentra la titular de la iglesia, Nuestra Señora de la Estrella, imagen de vestir, obra temprana del imaginero sevillano Antonio Castillo Lastrucci, hacia 1930.
Los muros están en ladrillo visto y la zona inferior se encuentra recorrida por un zócalo de azulejos de Triana (Sevilla) con motivos vegetales y bíblicos, en colores blanco, azul y amarillo, fueron realizados hacia 1983 por la fábrica de cerámica El Carmen, según la inscripción de azulejos instalada al efecto. El presbiterio se encuentra solado de mármol blanco y contiene dos criptas, una originaria en forma de «U» y otra lineal más reciente.
La cabecera de la nave derecha la cierra la capilla Sacramental, construida en 1911, es de planta cuadrada cubierta con bóveda vaída de escayola. En los muros presenta un alto zócalo de azulejos de Triana de esta misma época. Está cerrada con reja coetánea. En el muro lateral de esta nave se abre la capilla del Rosario, construida en el siglo XVIII, su interior alberga un camarín y la imagen de la Virgen del Rosario de Castillo Lastrucci. A los pies de esta nave está situada la capilla bautismal del siglo XVII (aunque restaurada en el siglo XX) hoy ocupada por las imágenes de la Hermandad de la Borriquita. También está la capilla del Gran Poder y Nuestra Señora del Carmen, hermandad de Semana Santa del mismo nombre, esta capilla fue construida en la primera mitad del siglo XX ocupando una parte de los jardines que anteriormente habían sido el antiguo cementerio parroquial.
Cabe señalar también, que en el altar mayor y bajo el suelo de la iglesia existen varias criptas de enterramiento correspondientes a siglos anteriores al XIX que sirvieron de panteones a algunas hermandades del pueblo (p. ej. del Santísimo Sacramento) y a familias notables. En la cabecera del ábside desde la actual calle Iglesia existió una puerta de acceso al cementerio parroquial exterior y al que también se accedía por la puerta Este desde el interior de la iglesia, que estaba vallado y que envolvía el edificio por su parte Este con sus tapias dando hacia el río. En este cementerio exterior se enterraban la gente humilde de Coria, hasta que criptas y cementerio fueron clausuradas en el último tercio del s XIX cuando se abrió el cementerio municipal de la Magdalena en el cerro de Cantalobos, justo en el espacio que hoy ocupa el Auditorio Municipal. El simbolismo medieval del cementerio parroquial en la parte que pega al río, plasma el concepto religioso del paso de esta vida al otro mundo entrando por una puerta y saliendo por la opuesta, a través de la iglesia.